# Schweickershausen
Schweickershausen est une commune allemande de l'arrondissement de Hildburghausen, Land de Thuringe.

## Géographie
Schweickershausen se situe dans la lande de Heldburg.
| Sulzdorf an der Lederhecke |                   | Hellingen      |
|                            | Schweickershausen |                |
|                            | Ermershausen      | Maroldsweisach |

## Histoire
Schweickershausen est mentionné pour la première fois en 1317 sous le nom de Schwichershusin.
En 1525, le village adhère au luthéranisme.
Schweickershausen est la scène d'une chasse aux sorcières entre 1630 et 1685. Deux femmes et un homme subissent un procès. Hans Müller est brûlé en 1654.
Après la division de l'Allemagne 1945, le village est mis dans la zone d'occupation soviétique, après avoir été d'abord occupée par les Américains. Le château devient le quartier des troupes frontalières. En 1961, on construit une double rangée de barbelés avec un champ de mines et toute la région de Heldburg est déclaré zone d'exclusion. En raison de la situation géographique du village, la zone d'exclusion est de 18 km au lieu de 5 pour toute la RDA.
Le 26 décembre 1989, la frontière est rouverte et environ 4 000 Bavarois viennent.
Le village est principalement construit dans un style à colombages de Franconie avec un ensemble monumental intact. Il peut participer ainsi à des concours des plus beaux villages, comme l'Entente florale Europe.

## Jumelages
- Ermershausen,  Bavière

## Source, notes et références
- (de) Cet article est partiellement ou en totalité issu de l’article de Wikipédia en allemand intitulé « Schweickershausen » (voir la liste des auteurs).